# Serge Latouche
Pour les articles homonymes, voir Latouche.
Serge Latouche, né à Vannes le 12 janvier 1940, est un économiste français, professeur émérite de l'université Paris-Sud.

## Biographie
Serge Latouche obtient en 1963 un diplôme d'études supérieures d'économie et soutient une thèse d'économie en 1966, intitulée La Paupérisation à l'échelle mondiale puis une thèse de philosophie intitulée Essai sur l'épistémologie de l'économie politique à l'université de Lille 3 en 1974, sous la direction de Noël Mouloud.
Il fait une carrière universitaire, notamment à l'Université de Lille et à l'Institut d'étude du développement économique et social à Paris et puis à l'IUT de Sceaux, rattaché à l'université Paris-Sud, jusqu'à sa retraite. Il est ensuite nommé professeur émérite à la faculté de droit, économie et gestion Jean Monnet au sein de la même université.
Il a dirigé le Groupe de recherche en anthropologie, épistémologie de la pauvreté (GRAEEP). Il est cofondateur d'Entropia, revue consacrée à la décroissance. Il dirigeait depuis 2013 la collection Les précurseurs de la décroissance aux éditions Le Passager clandestin, où il publiait ses propres ouvrages.

## Travaux
Il a passé dans les années 1960 plusieurs années au Congo et dans les pays d'Asie du Sud-Est, au cours desquelles il a conduit des recherches sur le marxisme. À la suite de son séjour en Afrique, il construit une réflexion affirmant que les pays du Sud furent soumis durant la colonisation à un système de « rationalité techno-scientifique » dont ils sont incapables maintenant de s’émanciper. Ses recherches l'ont aussi amené à développer une théorie critique envers l'orthodoxie en économie, théorie selon laquelle le paradigme dominant, celui de la croissance indissociable de l'économie, nous mène à notre perte. Il faut plutôt penser à un système « d’accroissance », un système dépourvu de croissance économique, où nous ne produisons que le nécessaire.
Serge Latouche affirme que notre façon de fonctionner en société est présentement en pente fatale. Selon lui « nous assistons en direct à l’effondrement de notre civilisation ». Il juge que le point de départ de cette impasse est le XIXe siècle et la révolution industrielle propulsée par les idées capitalistes émergentes.
Il dénonce l'économisme, l'utilitarisme dans les sciences sociales et la notion de développement.
Il est en France l'un des principaux théoriciens de la décroissance en économie,, et a publié sur le sujet, entre autres, Le Temps de la décroissance. Après avoir critiqué les politiques actuelles de développement dans Faut-il refuser le développement,, il tente de conceptualiser l'après-développement. Il critique notamment les notions d'efficacité économique et de rationalité économique.
L’économie de croissance est très présente dans notre société moderne, à un point tel que Serge Latouche la qualifie de « constitutive à nos sociétés ». Selon lui, il faut plutôt encourager la frugalité, ou comme le dit le penseur Ivan Illich : l’austérité. Contrairement à ce que certains pourraient penser, la frugalité ne demande pas un recul en arrière selon Latouche. La décroissance demande plutôt de simplement renoncer aux idées capitalistes fondées sur la constante accumulation de richesse et la croissance économique. Il ne demande pas d’oublier toutes les connaissances acquises jusqu’à maintenant, mais plutôt de réorganiser le système afin que ses connaissances travaillent en tandem avec notre environnement.
Latouche offre plusieurs solutions afin de sauver le système économique: Il faut organiser le système autour de la production locale afin que la population puisse prospérer d’échanges humains et agréables. Cette idée se rapproche de la décroissance conviviale élaborée par Illich. Il faut ainsi   « refragmenter », afin de créer de petites communes autosuffisantes utilisant les ressources naturelles à leur disposition comme les sociétés d’abondance de l’âge de pierre.
Il est l'auteur de nombreux ouvrages, comme L’Occidentalisation du monde, La Planète des naufragés, L’Autre Afrique, Entre don et marché et Survivre au développement. Il a participé activement à la revue du MAUSS dont il a supervisé plusieurs numéros et pour laquelle il a écrit de nombreux articles,,. Il a des activités de conférencier et il est également sollicité par les médias en lien avec ses thèmes de recherches,,.

## La décroissance
Serge Latouche est avec Vincent Cheynet l'un des principaux promoteurs de la décroissance dans la francophonie. Il met en avant l’idée d’une société alternative qui ne repose nullement sur la surconsommation et l’accumulation illimitée de biens matériels. Afin de démontrer l’impératif de la décroissance, il utilise le concept de « mégamachine » qu’il élabore dans son ouvrage La Mégamachine : Raison technoscientifique, raison économique et mythe du progrès,.
Dans les années 1970, Latouche étudie ce concept élaboré par Jacques Ellul qui lui provient notamment de l’œuvre de Lewis Mumford. L’expression de « mégamachine » permet d’illustrer la transformation des rapports humains en relation contractuelle avant tout économique, ce qui finit par la dissolution de l’ensemble des questions sociales, identitaires et politiques au profit du développement. Ainsi, le monde contemporain se retrouve devant un système qu’il ne peut plus contrôler et qui l’entraîne et le fusionne avec lui. Latouche considère que le principal danger tient davantage à la modernité qu’à la technicité. Il devance le besoin de focaliser nos nécessités de manière à empêcher notre propre effritement par les risques de la logique marchande et du progrès technologique.
En conséquence, selon Latouche, la décroissance serait le moyen d’échapper au capitalisme qui lui se fonde sur la recherche de la croissance pour la croissance, l’accumulation sans limite du capital en sortant de la production infinie pour retrouver l’équilibre. Ce dernier se trouve comme étant un opposé du capitalisme puisque celui-ci avance l’oxymore du développement durable, puisqu’il ne peut se qualifier de durable s’il contribue à la dégradation des équilibres économiques, écologiques et sociaux. Latouche caractérise ainsi la quête du développement comme l’occidentalisation du monde.
Selon Latouche, la décroissance permettrait d’atteindre la réintégration de l’économie dans la société. Afin d’aboutir à ce résultat, il faudrait d’abord  « décoloniser l’imaginaire » capitaliste pour sortir l’humanité des rapports strictement marchands et de la culture de la production. Dans le but également de construire une société véritablement citoyenne et respectueuse des équilibres écologiques et sociaux.

### Le Temps de la décroissance
En collaboration avec Didier Harpagès, professeur de sciences économiques et sociales, Latouche publie en 2010 Le Temps de la décroissance, un ouvrage traitant du concept de la décroissance sous l'angle économique mais également sous l'angle écologique. L'ouvrage est réédité en 2012.
Dans cet essai, les deux auteurs font un bilan du mode de vie actuel, toujours déterminé par le temps et le fait qu'il exploite les humains, temps qu'il faut selon eux se réapproprier. Ils remettent en cause le système actuel de production capitaliste et le consumérisme censé apporter le bonheur ; ils prônent le « travailler moins pour vivre mieux »[source insuffisante]. Ils exposent donc sommairement la théorie de la décroissance et abordent secondairement d'autres thèmes annexes, tels que l'obsolescence programmée ou le développement durable, qui sont critiqués. Dans le dernier chapitre, des exemples plus concrets sont donnés : Association pour le maintien d'une agriculture paysanne (AMAP), slow cities (villes lentes), habitats groupés, etc.

## Publications

### Ouvrages
- Épistémologie et économie : Essai sur une anthropologie sociale freudo-marxiste, Paris, Anthropos, 1973 (SUDOC 002198673)
- Le Projet marxiste : Analyse économique et matérialisme historique, Paris, PUF, 1975 (SUDOC 000076716)
- Critique de l'impérialisme : Une approche marxiste non léniniste des problèmes théoriques du sous-développement, Paris, Anthropos, 1984, 2e éd., 300 p. (ISBN 2-7157-0350-3)
- Le Procès de la science sociale : introduction à une théorie critique de la connaissance, Paris, Anthropos, 1984, 219 p. (ISBN 2-7157-1086-0)
- Faut-il refuser le développement ? : essai sur l'anti-économique du Tiers-monde, Paris, PUF, 1986, 216 p. (ISBN 978-2-13-039202-6)
- L'Occidentalisation du monde : Essai sur la signification, la portée et les limites de l'uniformisation planétaire, Paris, La Découverte, 1989 (réimpr. 2005) (ISBN 978-2-7071-1812-7)
- La Planète des naufragés : Essai sur l'après-développement, Paris, La Découverte, 1991 (réimpr. 2016), 235 p. (ISBN 978-2-7071-2059-5)
- La Mégamachine : Raison technoscientifique, raison économique et mythe du progrès  (Essai à la mémoire de Jacques Ellul), 1995 (réimpr. 2004), 243 p. (ISBN 978-2-7071-2457-9)
- Serge Latouche (dir.) et al., L'Économie dévoilée, du budget familial aux contraintes planétaires, Paris, Autrement, 1995 (ISBN 978-2-86260-561-6)
- L'Autre Afrique : Entre don et marché, Paris, Albin Michel, 1998, 246 p. (ISBN 978-2-226-10542-4)
- Les Dangers du marché planétaire, Presses de Sciences Politiques, 1998, 131 p. (ISBN 978-2-7246-0747-5)
- Fouad Nohra, Hassan Zaoual et Serge Latouche, Critique de la raison économique. Introduction à la théorie des sites symboliques, L'Harmattan, 1999, 125 p. (ISBN 978-2-7384-8335-5, lire en ligne)
- La Planète uniforme, Climats, 2000, 200 p. (ISBN 978-2-84158-162-7)
- La Déraison de la raison économique : Du délire d'efficacité au principe de précaution, Paris, Albin Michel, 2001 (ISBN 978-2-226-12536-1)
- Justice sans limites : Le défi de l'éthique dans une économie mondialisée, Paris, Fayard, 2003, 360 p. (ISBN 978-2-213-61499-1)
- Décoloniser l'imaginaire : La Pensée créative contre l'économie de l'absurde, Lyon, Parangon, 2003 (réimpr. 2011), 188 p. (ISBN 978-2-84190-208-8)
- Survivre au développement : De la décolonisation de l'imaginaire économique à la construction d'une société alternative, Paris, Mille et Une Nuits, 2004, 126 p. (ISBN 978-2-84205-865-4)
- L'Invention de l'économie, Paris, Albin Michel, 2005 (ISBN 978-2-226-15886-4)
- Le Pari de la décroissance, Paris, Fayard, 2006 (ISBN 978-2-213-62914-8)
- Petit traité de la décroissance sereine, Paris, Mille et Une Nuits, 2007, 171 p. (ISBN 978-2-7555-0007-3)
- Entre mondialisation et décroissance : L'autre Afrique, Lyon, À plus d'un titre, 2008, 134 p. (ISBN 978-2-9526760-6-9)
- Pour sortir de la société de consommation : Voix et voies de la décroissance, Paris, Les Liens qui libèrent, 2010, 220 p. (ISBN 978-2-918597-20-9)
- Vers une société d'abondance frugale : Contresens et controverses sur la décroissance, Paris, Mille et une nuits, 2011, 204 p. (ISBN 978-2-7555-0588-7)
- De la convivialité : Dialogues sur la société conviviale à venir, ouvrage collectif (Alain Caillé, Marc Humbert, Serge Latouche, Patrick Viveret), Paris, La Découverte, 2011, 191 p. (ISBN 978-2-7071-6714-9)
- Didier Harpagès et Serge Latouche, Le Temps de la décroissance, Lormont, Le Bord de l'eau, coll. « Troisième Culture », 2012, 2e éd., 91 p. (ISBN 978-2-35687-202-9)
- Bon pour la casse : Les déraisons de l'obsolescence programmée, Paris, Les Liens qui libèrent, 2012 (réimpr. 2015), 137 p. (ISBN 979-10-209-0014-2)
- L'Âge des limites, Paris, Mille et une nuits, 2012, 152 p. (ISBN 978-2-7555-0692-1)
- Jacques Ellul : contre le totalitarisme technicien, Neuvy-en-Champagne, Le Passager Clandestin, 2013, 107 p. (ISBN 978-2-916952-86-4)
- Anselm Jappe et Serge Latouche, Pour en finir avec l'économie : Décroissance et critique de la valeur, Paris, Libre & solidaire, 2015, 192 p. (ISBN 978-2-37263-009-2)
- Les Précurseurs de la décroissance, une anthologie, Neuvy-en-Champagne, Le Passager Clandestin, 2016, 300 p. (ISBN 978-2-36935-054-5)
- Baudrillard, cet attracteur intellectuel étrange, ouvrage collectif (Nicolas Poirier, Serge Latouche, Alain Caillé, Anne de Rugy, Lormont, Le Bord de l'eau, 2016, 220 p. (ISBN 978-2-35687-474-0)
- Jean Baudrillard ou la subversion par l'ironie, Neuvy-en-Champagne, Le Passager Clandestin, 2016, 96 p. (ISBN 978-2-36935-042-2)
- Remember Baudrillard, Paris, Fayard, 30 janvier 2019, 350 p. (ISBN 978-2-213-70109-7)
- Comment réenchanter le monde : La décroissance et le sacré, Paris, Rivages Poche, coll. « Petite Bibliothèque », 27 mars 2019, 136 p. (ISBN 978-2-7436-4644-8)
- La Décroissance, Paris, PUF, coll. « Que sais-je ? », 2019, 125 p. (ISBN 978-2-13-081013-1)
- L'Abondance frugale comme art de vivre : Bonheur, gastronomie et décroissance, Paris, Rivages Poche, coll. « Petite Bibliothèque », 2020, 208 p. (ISBN 978-2743651367)
- Travailler moins, travailler autrement ou ne pas travailler du tout, Paris, Rivages Poche, coll. « Petite Bibliothèque », 2021, 120 p. (ISBN 978-2-7436-5372-9)
- Serge Latouche et Simone Lanza, Penser un autre monde : pédagogie et décroissance, Paris, Rivages Poche, coll. « Petite Bibliothèque », 2023, 150 p. (ISBN 9782743658502)

### Articles
- « Le raisonnable contre le rationnel : contribution à la critique de la tyrannie de l'esprit de géométrie », Les Cahiers du groupe épistémologie des cindyniques, no 4,‎ janvier 1998
- « En finir, une fois pour toutes, avec le développement », Le Monde diplomatique,‎ mai 2001 (lire en ligne, consulté le 5 janvier 2017)
- « Pour une société de décroissance », Le Monde diplomatique,‎ novembre 2003 (lire en ligne, consulté le 5 janvier 2017)
- « Et la décroissance sauvera le Sud... », Le Monde diplomatique,‎ novembre 2004 (lire en ligne, consulté le 5 janvier 2017)
- « La décroissance ou le sens des limites », Le Monde diplomatique,‎ septembre 2018 (lire en ligne, consulté le 5 janvier 2017)
- « Le culte de la croissance », L'inactuelle,‎ 8 décembre 2018 (lire en ligne)